# Wilfred Kareng
Wilfred Kareng (* 25. April 1946) ist ein ehemaliger botswanischer Hürdenläufer.
Kareng schied bei den Olympischen Sommerspielen 1980 in Moskau im Wettkampf über 400 Meter Hürden im Vorlauf aus.